# Misawa
Misawa (japonsky 三沢市) je město na východě prefektury Aomori na severu ostrova Honšú v Japonsku. V dubnu 2017 mělo město 38 993 obyvatel, což při rozloze 119,97 km² představovalo hustotu zalidnění 325 obyvatel na km².